# Faisà de coure
El faisà de coure (Syrmaticus soemmerringii) és una espècie d'ocell de la família dels fasiànids (Phasianidae), que habita boscos de coníferes, mixtes i praderies de les illes japoneses de Honshu, Shikoku i Kyushu.